# Hydrochloration
L'hydrochloration est une réaction chimique correspondant à l'addition d'un atome de chlore, avec le chlorure d'hydrogène comme réactif, sur une molécule. Il s'agit d'un procédé particulier de chloration.

## Exemples
- Addition sur une double liaison

Méthode pour la chloration d'oléfines
{\displaystyle {\rm {R_{1},R_{2}-C=C-R_{3},R_{4}+HCl\ \rightarrow \ R_{1},R_{2}-CH-C(Cl)-R_{3},R_{4}}}}
- Substitution

Méthode pour la formation de chloroalcanes à partir d'alcools
{\displaystyle {\rm {R-OH+HCl\ \rightarrow \ R-Cl+H_{2}O}}}